# داویت سوجاشویلی

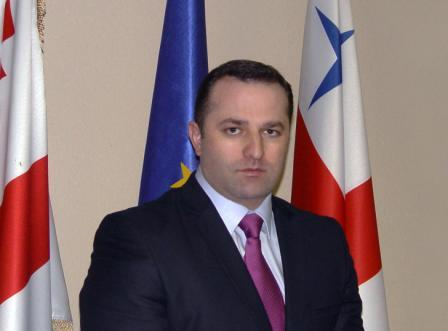
داویت سوجاشویلی

داویت سوجاشویلی (به گرجی: დავით სუჯაშვილი)؛ (زاده ۱۵ ژوئن ۱۹۷۶) رئیس سابق سرویس اطلاعات گرجستان است. وی کار خود را با فعالیت در سرویس اطلاعاتی خارجه در نوامبر ۱۹۹۹ آغاز کرد.از نوامبر ۲۰۱۲ تا دسامبر ۲۰۱۳ رئیس مرکز آنالیز وزارت امور داخلی گرجستان بود و در همان سال به عنوان رئیس سرویس اطلاعاتی گرجستان منصوب شد و تا سپتامبر این سال در این پست باقی ماند. او در سپتامبر ۲۰۱۹ نیز به عنوان معاون وزیر دفاع این کشور منصوب شد.